# ماریت هانسون
ماریت هانسون (به انگلیسی: Mariette Hansson) با نام مری‌جت (به انگلیسی: MaryJet) نیز شناخته می شود (زاده  ۲۳ ژانویهٔ ۱۹۸۳) خواننده سوئدی است.